# Gyümölcs
A népnyelv és a konyhaművészet általában gyümölcsnek nevezi a növények édes és húsos termését mint a szilva, alma, dió vagy narancs.
Régen az erdőben élő gyümölcsfák (vadalma, vadkörte, vadcseresznye, kökény, galagonya, berkenye, som) terméseit, mogyorót, málnát, erdei szamócát vagy a tüskés szárú szedret gyűjtögették össze. Később az erdők gyümölcstermő részeit bekerítették, hogy a vadállomány kevésbé férhessen hozzá. Ezeket a bekerített erdőrészeket vadkerteknek nevezték, és a mai települések nevében is felfedezhetők. (Soltvadkert, Érsekvadkert, de Almásfüzitő, Balatonalmádi, Dunaalmás is ilyen vadkertek nevét őrzi.)

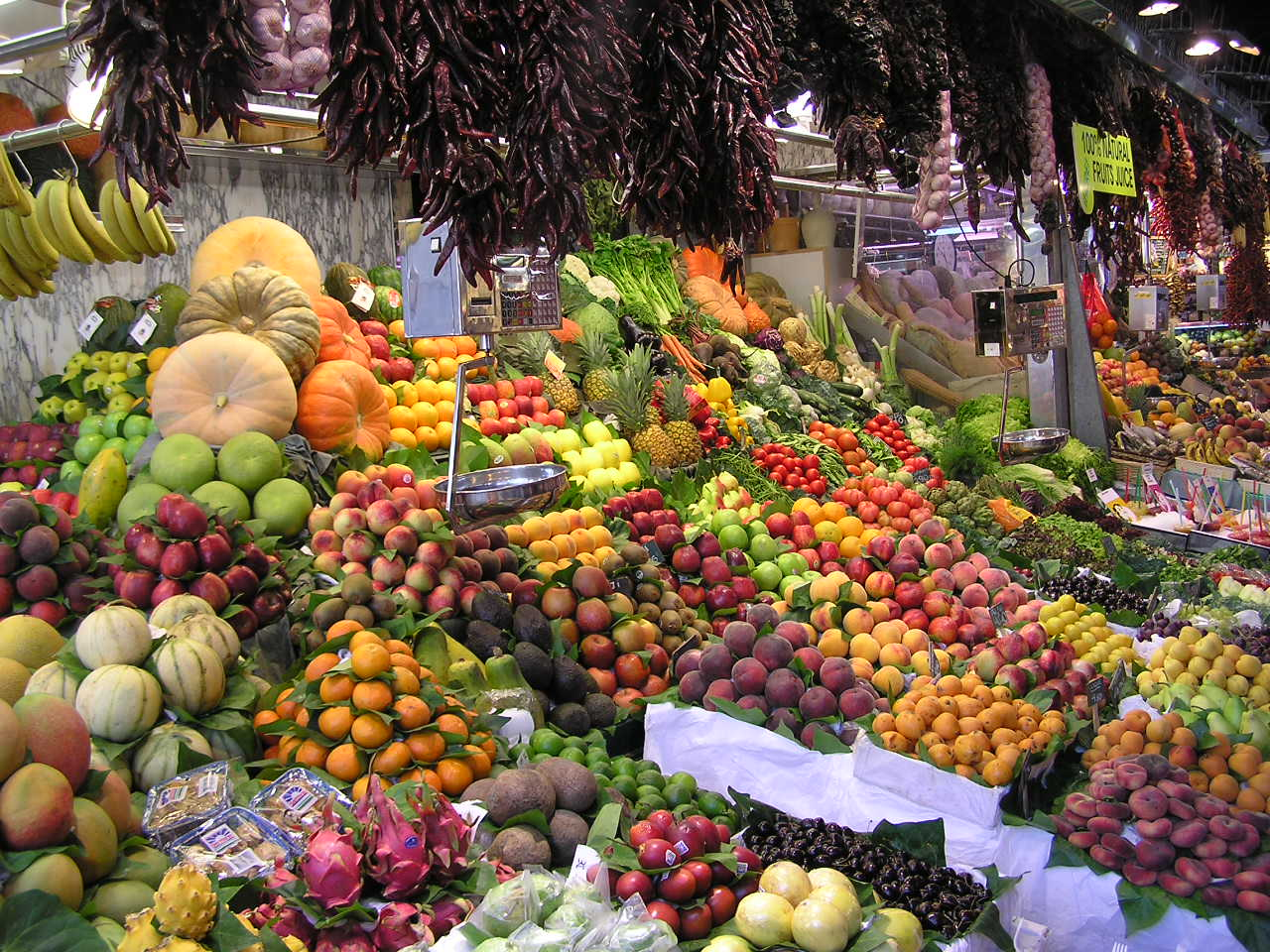
A La Boqueria piac Barcelonában

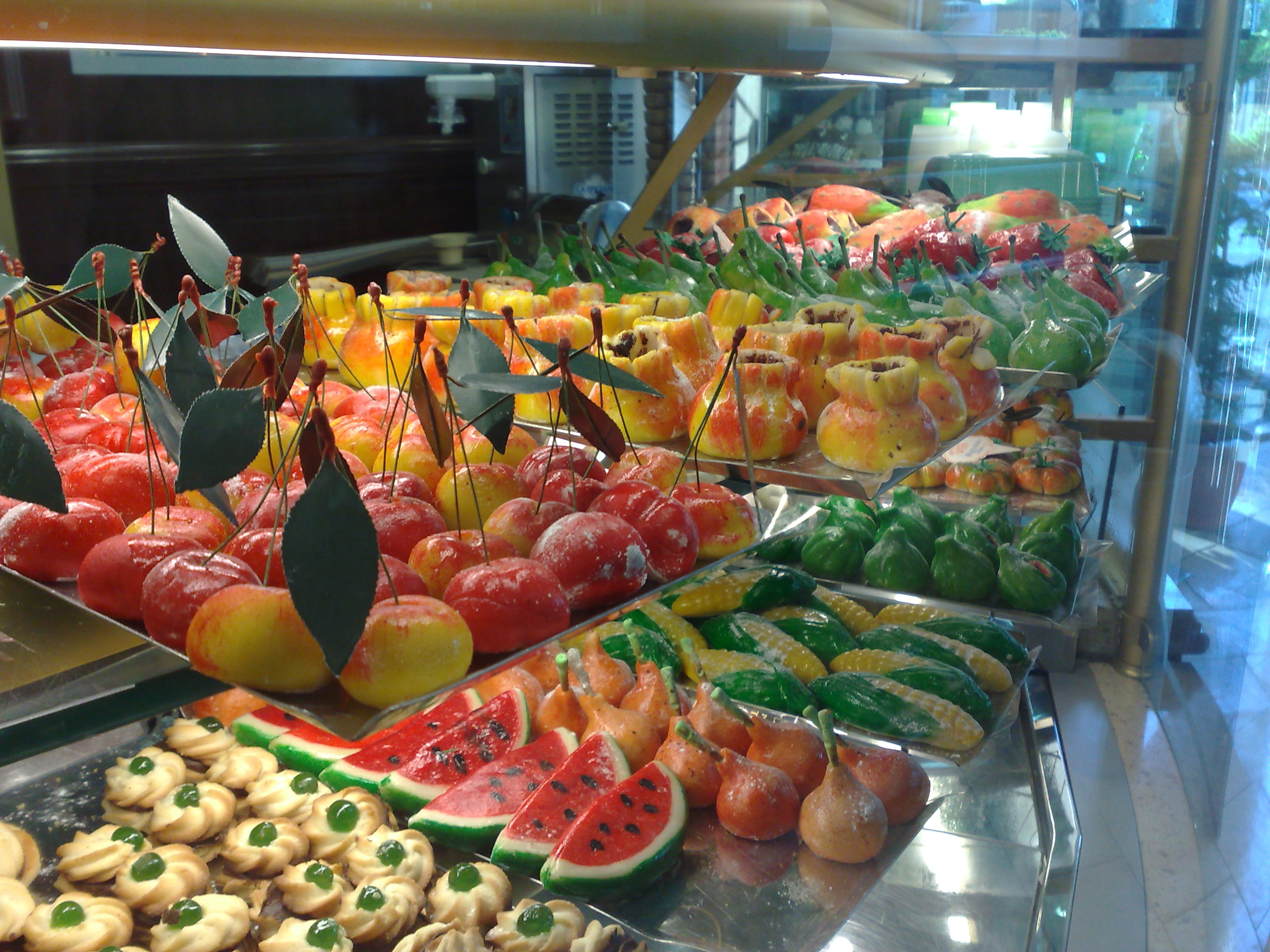
Tradicionális szicíliai édesség a marcipánból készült „gyümölcs” (Frutta di Martorana)

## Termés vagy gyümölcs
Valódi termés (fructus): a virág magházából képződő, a magvakat magába foglaló és védő szerv.
Áltermés: a magházon kívül további más virágrészek vagy más szervek is részt vesznek a felépítésében
A gyümölcs szó gazdasági, felhasználói fogalom. Tudományos igénnyel az ökonómbotanikusok törekszenek a növényvilág hasznosságelvek szerinti csoportosítására. Gyümölcsnek általában az emberi fogyasztásra nyersen és frissen alkalmas terméseket és álterméseket tekintik. A köznyelv többnyire megszorítóbb értelmű, és csak a fás növényeken termő gyümölcsöt tekinti gyümölcsnek (az édes ízt is társítja), míg a tágabb definícióba beleférnek a dinnyék, de akár a frissen fogyasztott paradicsom is. A lágy szárú, egyéves növény frissen és nyersen fogyasztható terméseit, tehát innen nézve inkább gyümölcsnek, a termesztéstechnológia felől inkább zöldségnek szokás nevezni. (A gyakorlatias választóvonal leginkább az, hogy az adott kultúrkörben jellemzően inkább nyersen vagy főzve-sütve fogyasztják-e.)
A két világháború közti korszak alatt Lenz József (1897–1965), gyümölcs-nagykereskedő, kereskedelmi tanácsos, földbirtokos, jelentős szerepet töltött be a hazai gyümölcsök itthoni kereskedésében és kihozatalában, a magyarországi gyümölcstermelés és kereskedése fejlesztésében, valamint a déligyümölcsök behozatalában; a „Lenz Testvérek” gyümölcskereskedő cégé volt a mazsolakereskedés monopóliuma az 1930-as években Magyarországon. Lenz József  a „Gyümölcsexportőrök és Importőrök Egyesülete” elnöke, a „Magyar Kereskedelmi Statisztikai és Értékmegállapító Bizottság” tagja, a „Déligyümölcskereskedők Egyesülete” alelnöke, a „Magyar Gyümölcskiviteli Egyesülés” intéző bizottságának a tagja volt ebben a korszakban, valamint 1936-ban és 1937-ben a „Gyümölcs-, Zöldség- és Élelmiszer-kereskedők Országos Egyesülete” elnökjelöltje.

## A gyümölcsök felosztása

### Mérsékelt égövi gyümölcsök

#### Termesztett gyümölcsök
- húsos gyümölcsök:
  - alma, birs, cseresznye, datolyaszilva, egres, eper, faeper, földicseresznye, görögdinnye, josta, kajszibarack, kivi, kopasz kivi (weiki), körte, málna, meggy, naspolya, nektarin, őszibarack, ribizli, ringló, sárgadinnye, tüskétlen szeder, szilva, szőlő
- csonthéjas magvak: 
  - dió, mandula, pisztácia, szelídgesztenye

#### Vadgyümölcsök
- Húsos gyümölcsök:
  - berkenye, csipkebogyó (vadrózsa), erdei szamóca, fekete áfonya, fekete bodza, fekete ribizli, galagonya, hamvas szeder, homoktövis, kökény, közönséges boróka, madárberkenye, húsos som, tőzegáfonya, vadcseresznye (madárcseresznye), vadalma, vadkörte, vadszeder, vörös áfonya
- Csonthéjas magvak:
  - Európai mogyoró, vérmogyoró (csöves mogyoró 'Purpurea' fajtája)

### Déligyümölcsök
- Húsos gyümölcsök:
  - acai, ananász, avokádó, banán, citrom, datolya, durián, édes granadilla, füge, grépfrút (grape fruit), gránátalma, jujuba, kaktuszfüge, kaktuszgyümölcs, japán kumkvat, közönséges földicseresznye, kuruba, licsi, lime, mandarin, mangó, mangosztán, maracuja, narancs, naranjilla, olajbogyó, óriás passiógyümölcs, papaja, perui földicseresznye, pomelo, rambután, tojásdinnye
- Csonthéjas magvak:
  - kesudió, kókusz

| Vitaminok:      | A (retinol) | B1 (tiamin) | B2 (riboflavin) | B3 (niacin) | B6 (Piridoxin) | B7 (biotin) | B9 (folsav) | C (aszkorbinsav) | E (tokoferol) | K (fillokinon) |
| Vitaminok:      | (mg)        | μg          | (mg)            | (mg)        | (mg)           | (μg)        | (μg)        | (mg)             | (mg)          | (μg)           |
| --------------- | ----------- | ----------- | --------------- | ----------- | -------------- | ----------- | ----------- | ---------------- | ------------- | -------------- |
| alma            | 0,05        | 50          | 50              | 0,5         | 0,07           | 1           | 6           | 5                | 0,6           | 2,5            |
| csipkebogyó     | n/a         | 100         | n/a             | n/a         | n/a            | n/a         | n/a         | 400              | n/a           | 90             |
| fekete ribiszke | 0,1         | 60          | 10              | 0,3         | 0,02           | 2,4         | n/a         | 160              | 1             | n/a            |
| málna           | 0,08        | 20          | 30              | 0,4         | 0,05           | 2,3         | n/a         | 30               | 1,4           | n/a            |
| kajszibarack    | 1,8         | 20          | 30              | 0,7         | 0,06           | 1,7         | 33          | 10               | 0,5           | n/a            |
| meggy           | 0,3         | 50          | 20              | 0,3         | 0,05           | 0,8         | n/a         | 10               | n/a           | n/a            |
| őszibarack      | 0,4         | 20          | 20              | 0,9         | 0,07           | 1,8         | 2,5         | 7                | 0,6           | n/a            |
| szőlő           | 0,3         | 50          | 50              | 0,4         | 1,4            | 5,2         | n/a         | 5                | n/a           | n/a            |
| szilva          | 0,2         | 50          | 20              | 0,5         | 0,04           | 0,1         | 0,9         | 6                | 0,8           | n/a            |
| napi szükséglet | 0,8         | 1,3         | 1,5             | 1,7         | 2              | 60          | 200         | 60               | 12            | 65             |